# توليدو (أوزارك)
توليدو هي منطقة فردية في مقاطعة أوزارك التابعة لولاية ميزوري. تقع على بعد حوالي أربعة أميال إلى الشمال من ثورنفيلد.

## التاريخ
توليدو كانت تُسمى سابقا بينرز. وقد أنشئ فيها مكتب بريد باسم بينرز في عام 1898 ثم تغير اسمه إلى توليدو في عام 1910، أغلق مكتب البريد في عام 1942. سميت باسم توليدو، أوهايو.